# Neoctenus eximius
Neoctenus eximius är en spindelart som beskrevs av Cândido Firmino de Mello-Leitão 1938. 
Neoctenus eximius ingår i släktet Neoctenus och familjen Trechaleidae. Inga underarter finns listade i Catalogue of Life.